# The Gop

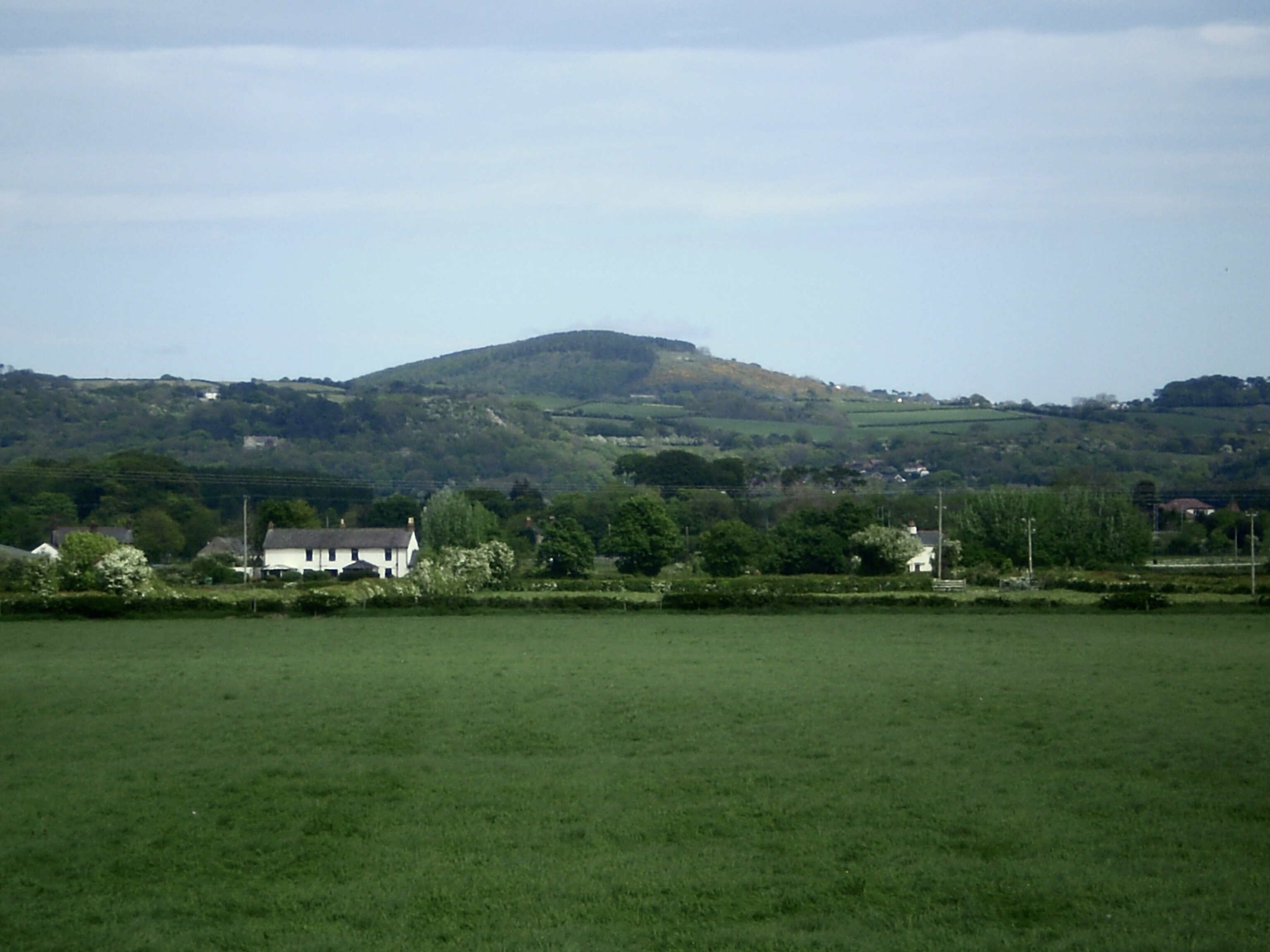
The Gop inmitten der Hügelkette Clwydian Range in Wales

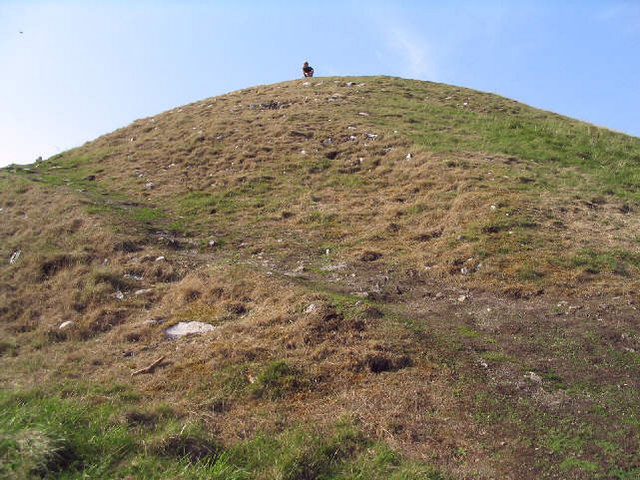
The Gop

The Gop (auch Gop Cairn, Cop y Goleuni oder Gop Hill – walisisch Coparleni genannt) ist ein prähistorisches Hügelmonument innerhalb der Hügelkette Clwydian Range nordwestlich von Trelawnyd in Flintshire in Wales. Er ist nach dem Silbury Hill in Wiltshire der zweitgrößte neolithische Hügel Großbritanniens. Ausgrabungen erbrachten prähistorische Überreste, sowohl in den Höhlen, als auch im Hügel.
The Gop ist ein etwa 12,0 m hoher neolithischer, zwischen 4000 und 3000 v. Chr. datierter ovaler Cairn von etwa 100 × 68 m. Er liegt auf dem 247 m hohen Gop hill, einem Kalkstein-Aufschluss an dessen Seite die Gop-Caves (Höhlen) liegen. Seine Bestimmung ist unbekannt. Er wurde von Boyd Dawkins 1886 und 1887 und noch einmal 1901 untersucht. Es wurden ein Schacht und zwei Tunnel gegraben, die Ausgrabungen haben jedoch keine unterirdischen Kammern oder Begräbnisstätten aufgedeckt. Nur die Knochen von Pferden und Ochsen wurden neben vielen Pfeilspitzen aus Feuerstein gefunden. Die Vielzahl von Pfeilspitzen auf dem Hügel führte dazu, dass er von den Einheimischen als Bryn-y-Saethau (deutsch „Hügel der Pfeile“) genannt wurde. Es gibt Hinweise darauf, dass auf dem Hügel eine beträchtliche Steinmenge lag. Dies könnte darauf hinweisen, dass er als Hillfort genutzt wurde.
In der Nähe liegen die Gop Caves, in denen 14 neolithische Skelette sowie spätneolithische Artefakte gefunden wurden. 

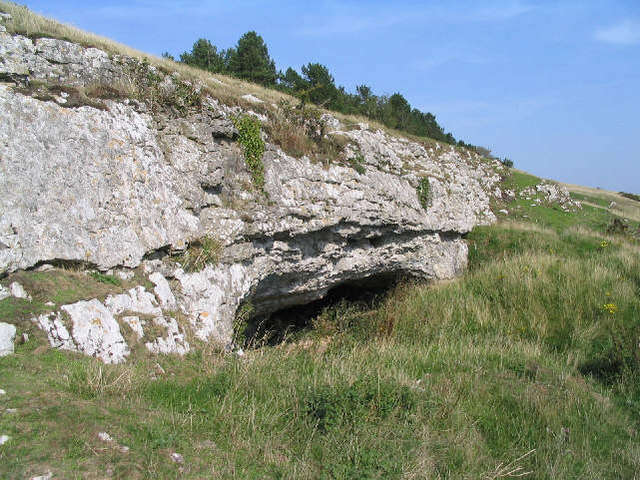
Gop Caves